# Sepietta
Sepietta Naef, 1912 è un genere di molluschi cefalopodi marini appartenente alla famiglia Sepiolidae.

## Distribuzione e habitat
Sono diffuse in parte dell'oceano Atlantico e nel mar Mediterraneo.

## Descrizione
Presentano tentacoli con due file di ventose, ma non fotofori.

## Tassonomia
- Sepietta neglecta Naef, 1916
- Sepietta obscura Naef, 1916
- Sepietta oweniana (d'Orbigny, 1841)